# 弭德超
弭德超（?—?），宋朝初年沧州清池县（今河北省沧州市东关）人。
他在晋王府侍奉赵光义，赵光义即位为宋太宗，弭德超补供奉官。太平兴国三年（978年）转任酒坊使、杭州兵马都监。他诬告枢密使曹彬，曹彬罢职，出为天平军节度使，太平兴国八年（983年）弭德超担任宣徽北院使兼枢密副使。但是他希望担任枢密使，于是称病，怏怏不乐，恶语骂人。宋太宗大怒，命膳部郎中、知杂滕中正审讯他。弭德超伏罪，太宗下诏夺其官职，与他全家流放到琼州禁锢，不久就死去了。

## 延伸阅读
[在维基数据编辑]
 《宋史·卷470》，出自脱脱《宋史》